# Dan Ketchum
Dan Ketchum (n. 7 octombrie 1981, Cincinnati, Ohio, SUA) este un înotător ce a reprezentat Statele Unite ale Americii, medaliat olimpic. A participat la o ediție a Jocurilor Olimpice (2004) în care a câștigat două medalii de aur.